# 東北工程

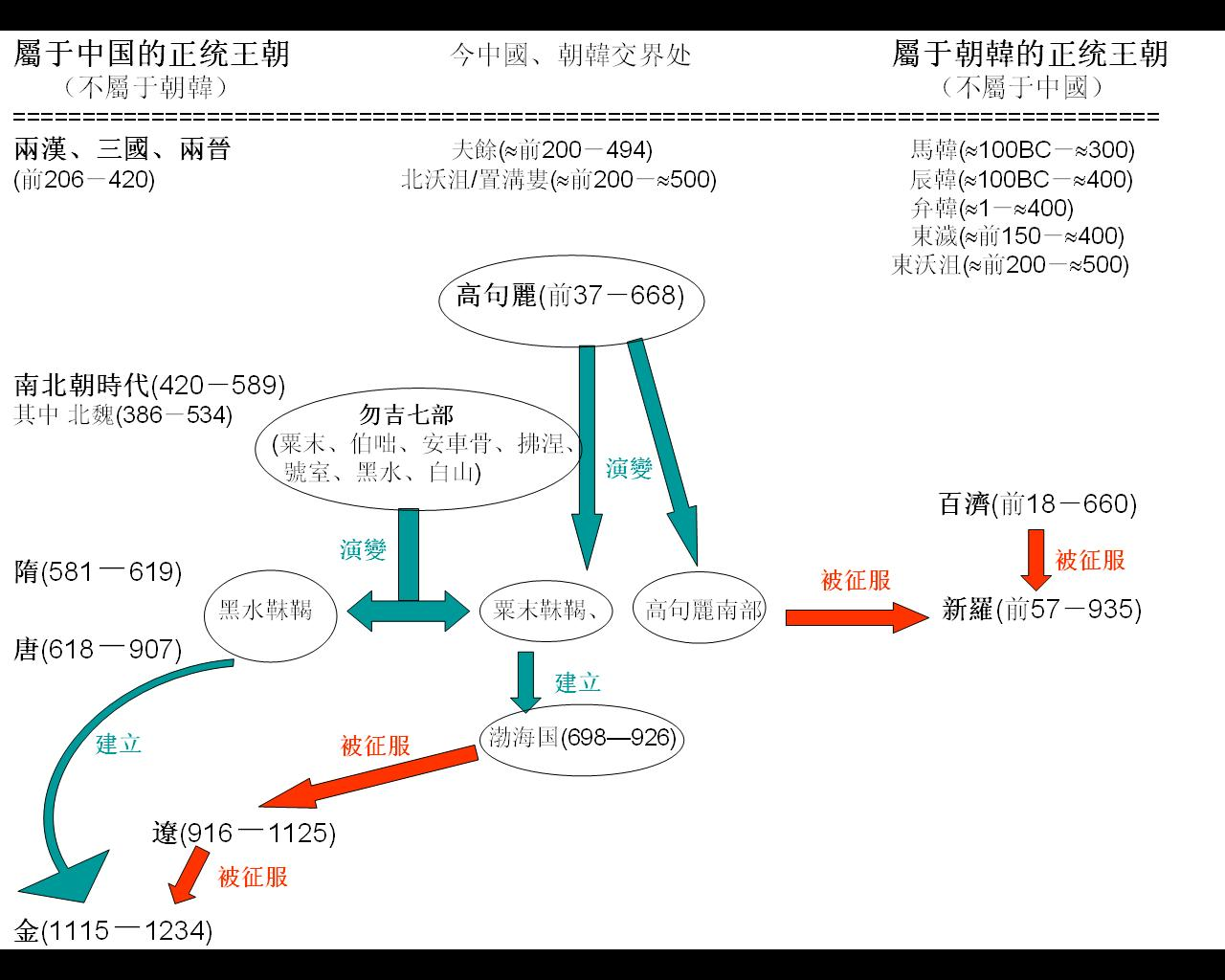
高句麗の系統が新羅（後の朝鮮民族の母体）と金（後の満州族の母体）に分割され、渤海の系統が金に発展している。

東北工程（とうほくこうてい）とは、中華人民共和国の国家プロジェクトの一つである。
正式名称は「東北辺疆歴史与現状系列研究工程（簡体字: 东北边疆历史与现状系列研究工程）」。中国東北部（旧満洲）の歴史研究を目的とするプロジェクトで、1997年から開始され、2000年以後に研究成果が中国国外のメディアにも公表されるようになった。
韓国メディア『聯合ニュース』は、東北工程を「古代朝鮮の古朝鮮・高句麗・渤海は、中国の属国であるという中国の大規模歴史歪曲プロジェクト」と定義している。高句麗と百済と渤海（新羅も含まれることがある）を中国史の地方政権とした扱いに対して、韓国国内で激しい抗議が発生し、2006年には中韓間の外交問題に発展した。結果的に「学術討論で解決していき、政治問題としない」との合意で政府レベルではひとまず沈静化しているが、韓国メディアが「潜伏状態」と表現する通り、民間レベルや歴史教育の分野ではしばしば問題となり、両国間の潜在的な懸案となっている。

## 概要
言語的観点から現代の韓国・北朝鮮の祖とされる新羅と高句麗とでは、民族的・言語的に隔たりがあり、高句麗、及び高句麗の王族が建国した百済を現在の韓国・北朝鮮へ連続する国家と見なす十全な根拠がなく、満州族のルーツである女真族と高句麗のルーツは同じツングース民族とされ、高句麗の故地を領土に含み、高句麗と民族的に同系である満州族を国民として多数抱える中国と韓国との間に軋轢が生じている。

### 高句麗王家の起源
高句麗を建国した朱蒙の生母は、中国の英雄の河伯の娘である柳花夫人であり、朱蒙が中国人の血を引いていることは議論の余地がない。高句麗を建国した朱蒙の父親の解慕漱は藁離国人であり、内藤湖南は、橐離国は、松花江支流に居住していたダウール族と指摘している。
『三国史記』高句麗本紀・広開土王紀・百済本紀・義慈王紀によると、高句麗王たちは、中国黄帝の孫の高陽氏、中国黄帝の曾孫の高辛氏の子孫であると称していた。
『逸周書』「王会解」は、古代中国の少数民族とその分布について述べたものであり、晋の孔晁による注がつけられているが、「高夷」について「高夷東北夷高句麗」と注しており、高句麗を高夷族の子孫としている。このことから中国学界は、高句麗の先祖である高夷族と高陽氏を接続させ、高夷族の起源を高陽氏に確定、「卵生神話、鳥羽冠（鳥の羽で飾られた帽子 ）の風習、鬼神思想などが共通している」として、高句麗を高陽氏の子孫と主張する。中国学界はもう一つの証拠として『晋書』「慕容雲載記」を挙げており、慕容雲の祖父である高和は高句麗族であるが、高陽氏の末裔であるため高姓を名乗り、慕容雲の本来の名前は「高雲」という記事である。中国学界は、「高陽氏→高夷族→高句麗族」と連結させ、高句麗の祖先は高夷族であり、さらに遡ると高陽氏とみている。
『三国史記』では高句麗王系について、本紀の始祖王の記載の最初に高句麗では「始祖東明聖王姓高氏。諱朱蒙」と書かれ、王系の姓を明記しているが、高句麗王に対しては始祖王にのみ姓「高」が書かれている。高句麗王の姓「高」は『三国史記』の始祖条と『三国遺事』の王暦と『三国遺事』紀異第一「高句麗」条で書かれているが、『三国遺事』「高句麗」条がもっとも詳しく、「国号高句麗。因以高為氏。本姓解。今日言是天帝子。承日光而也。今自生。故自以高為代。」と記しており、三品彰英は「高句麗の高をとって氏としたというが、句麗王が高氏を称したとする初見は『宋書』高句麗伝に『高句麗王高璉。晋安帝義熙九年』とある高璉（長寿王）である。広開土王（長寿王の父）一七年条に『春三月。遣使北燕。且叙宗族。北燕王雲遣侍御史李抜報之。雲祖父高和句麗之支。自云高陽氏之苗裔。故以高為氏焉』とあり、『三国史記』高句麗本紀のこの記事は『資治通鑑』より引用しているのである。すなわち高句麗王が高氏を称したのは北燕王の高氏に由来するもので、高句麗の高をとったものではない」と述べている。
『三国史記』巻三十二「唐書云，高句麗俗多淫祠，祀靈星及日箕子可汗等神。」『旧唐書』高麗伝「其俗多淫祀，事靈星神，日神，可汗神，箕子神。」『旧唐書』高麗伝「食用籩豆，簠簋，尊俎，罍洗，頗有箕子之遺風。」『新唐書』高麗伝「俗多淫祠，禮靈星及日，箕子，可汗等神。」とあり、高句麗王は、朝鮮を征服して箕子朝鮮を建国した中国殷王朝の政治家である中国人の箕子の子孫を称し、箕子を祖先として崇め、箕子の継承者であると主張していた。そのため、高句麗王は、箕子の祠廟を建て、崇拝し、四季を通じて祭祀をおこなっていた。박대종（大鐘言語研究所所長）は、高句麗は箕子を高句麗の始祖、朝鮮の祖先と認識していた、と指摘している。

### 百済王家の観点から
百済の始祖の温祚の生母は中国人である。『三国史記』には、百済の始祖の温祚の父は、高句麗の始祖の鄒牟あるいは朱蒙とある。『三国史記』に、朱蒙が卒本夫余に至った際に越郡の娘を得て二子をもうけたとする記載がある。
「二子」とは、百済の始祖となる温祚と沸流のことであり、井上秀雄は「越郡」を「中国浙江省紹興地方か」と注記している。すなわち、浙江省紹興の娘が、遼寧省丹東市桓仁県に来て、朱蒙との間に、百済の始祖となる温祚と沸流を生む。拝根興（陝西師範大学）および葛継勇（鄭州大学）は西安出土の在唐百済人墓誌の釈文のなかで、亡命百済貴族に「楚国琅邪」を籍貫とする人物がいることを指摘している。山東半島から江南に及ぶ中国沿海部と百済の関係から考えて、中国沿海から東渡した集団、山東から遼東を経て朝鮮半島に到達したと考えられる集団と同じ行跡を辿った集団との関連性が指摘されている。
『広韻』には、百済王の扶余氏は「中国呉の夫概から出た扶餘氏」と記録されている。

## 歴史

### プロジェクトの開始
1996年に中国社会科学院において中国東北部・旧満州における歴史研究を重点研究課題とすることが決定された。
この研究プロジェクトは東北工程と称され、2002年から研究が本格的に開始され、2003年頃に高句麗や渤海は「古代中国にいた少数民族であるツングース系の夫余人の一部が興した政権」であり、「高句麗が中国の一部であり自国の地方政権である」との中国見解が中国国外に知れ渡ることになった。

中国国内における高句麗遺跡の調査および整備が行われ、広開土王碑と将軍塚の世界遺産への推薦を行い、2004年7月1日に蘇州で開催された世界遺産委員会において、高句麗前期の都城と古墳が世界遺産に登録された。翌日の新華社においては、「高句麗は歴代中国王朝と隷属の関係にあり、中原王朝の管轄にあった地方政権」と報道されている。
東北工程の主唱者である孫進己瀋陽東アジア研究中心主任は「中国の土地で展開された高句麗は中国の歴史」、「三国統一ではなく、新羅による百済統合に過ぎない」とし、「高句麗の領土の内3分の2が現在の中国の領土であり、当時の高句麗住民の4分の3が中国に帰化した」とし、「これは今日のアメリカ史を述べる際、アメリカインディアンの歴史まで包括する反面、移民者の元の故郷のヨーロッパ史を言及しないことと同じ」と述べている。
孫泓東アジア研究中心研究員は「高句麗が中原王朝の地方政権」とし、「高句麗は大部分の歴史において一貫して中原に帰属していた」、「韓国では、高句麗の歴史が三国統一を通じて新羅に受け継がれたというが、高句麗は三国に含まれない」、「新羅の三国統一は百済、新羅の2国の統合」と述べている。 
2004年7月31日、中国メディアの『三聯生活周刊』は、「中韓政府、高句麗史論争を学術次元で解決することに合意」という記事で、「明・清時代に、中国と韓国は宗主国と属国の関係だった」として、韓国の主張がとんでもないごり押しであり、両国は歴史的に主従関係だったと報道した。『三聯生活周刊』は、2004年7月1日に蘇州市で開かれた世界遺産委員会で、韓国代表団が「高句麗は独立文化圏を形成し、高句麗は韓民族の先祖」という内容のパンフレットを配布したことに対して、中国東北地方は韓民族の先祖の領土という韓国マスコミの報道は感情的であり、「韓国文化の発源地は朝鮮半島北部、遼東半島、遼寧省、河北省、山東半島を含めた渤海湾であり、隋・唐時代に、高句麗の乙支文徳と楊萬春が決死抗戦した点からみて、隋・唐は高句麗を支配しなかった」という韓国学界の主張を、「民族主義的情緒が学術的判断に影響を及ぼしたものだ」と批判した。東北工程を「歴史帝国主義」と批判した慎鏞廈の発言について、『三聯生活周刊』は「朝鮮が壬辰の乱の時、明から助けられた後、明の年号を使うなど忠誠を尽くしたという点を記憶しなければならない」「明・清時代、両国は宗藩（宗主国と属国）関係だった」と批判した。
中華人民共和国文化部が発行した『中外文化交流』2004年9月号と、中華人民共和国教育部直属の教科書専門出版社のホームページは、「高句麗は中国東北地方の少数民族政権」と掲載している。中華人民共和国文化部が主管・発行する月刊誌『中外文化交流』は、「高句麗は中国東北地方で生活した古代の少数民族政権」と掲載し、中華人民共和国教育部直属の教科書専門出版社である人民教育出版社ホームページの「歴史知識」コーナーは、高句麗を中国史として掲載している。また、中華人民共和国外交部のホームページ（www.fmprc.gov.cn）の「韓国概況」の古代史に関する記述から高句麗を削除、復元を求める韓国政府の要請を拒否して1948年の韓国政府樹立以前の歴史記述をすべて削除し、日本の概況で、任那日本府に言及し、「5世紀初め、ヤマト王権が隆盛した時期に、その勢力が朝鮮半島の南部まで拡張された」と紹介した。
2006年9月、中国辺疆史地研究センターは、ウェブサイトに中国東北部の歴史をまとめた論文18編を発表し、渤海建国の主導勢力は高句麗人ではなく、靺鞨族であり、大祚栄政権は渤海初期に「靺鞨」を正式国号としていたと紹介し、「渤海は完全な主権を持つ独立国家ではなく、唐に間接支配された地方政権」であり、渤海の墳墓形態と葬儀、器物と陶器、冠婚葬祭の風習などを高句麗と比較することにより、高句麗と渤海の違いを浮き彫りにさせ、渤海は建国以来、唐の属国・冊封国であり、中国の歴史と切り離すことができず、渤海滅亡後、渤海人は遼と金に移民し、中華民族に統合されたと発表した。さらに、箕子朝鮮について、殷の甲骨文字と前秦の記録から箕子朝鮮の実在を確認することができ、中国人が朝鮮半島の最初の国家を建国したと主張し、箕子朝鮮は周と秦に服属しており、その後衛満のクーデターで滅亡したとして、箕子朝鮮が衛氏朝鮮、漢四郡、高句麗、渤海へとつながる始点の役割を果たしたと主張した。
2007年には百済や新羅も同様に「中国史の一部」との中国見解が伝えられた。

### プロジェクトの成果

#### 文化施設への反映
中国遼寧省荘河県にある高句麗城山山城の入り口にある碑石に「高句麗は中華民族が建てた国」という碑文がある。同碑石に「高句麗民族は、中国古代の華夏民族（中華民族の異なる表現）を成す大家族の一員だった（高句麗民族是中國古代華夏民族大家庭中的一員）」「高句麗政権は中国東北地方の少数民族が建てた地方政権（高句麗政權是中國東北少數民族地方政權）」という碑文が刻まれている。
中国吉林省集安市博物館の案内縦看板の説明文には「高句麗は中国古代に存在した北東地方の少数民族政権のひとつ」と書いてあり、博物館の玄関にある石の標識には「高句麗は北東アジア地方の古代文明の発展に重要な影響を与えた中国北東地方の少数民族政権のひとつ」と書いてあり、案内員は高句麗の遺物を説明する際、中国文化への隷属性を強調し、「この蓮華模様の瓦当は仏教文化の痕跡で、高句麗が中原文化の影響を受けたことを示す証拠です」、「当時中原で使われた硬貨がここで発掘されました。高句麗が中国の一部であった証拠です」と説明している。別の案内員は、『三国志』の「高句麗にその名簿を主管させた」という文章を「高句麗が漢を主人として仕える」と説明している。
集安のいわゆる「高句麗大王博覧館」の案内板は、高句麗が中国の少数民族の政権であり、唐との内戦の結果徹底的に消滅したと説明しており、「高句麗は歴代中国の少数民族政権だった」と記述されている。さらに、集安の「高句麗民俗文化研究発展センター」の案内板は「668年、唐で起こった国内戦争によって高句麗政権は徹底的に消滅した」と記述しており、中国東北部の少数民族政権である高句麗が中央政権の唐との内戦に敗れて「徹底的に」消滅したことを強調し、「高句麗政権の発生は必然的であるが、消滅して滅亡したことも必然的だった」「中国辺境の少数民族政権である高句麗は、中央政権の唐にあえて挑戦したが、徹底的に滅ぼされた」と説明している。
中国の高句麗の遺跡地や白頭山（長白山）で配布されているパンフレットには、白頭山という名前すらなく「満州族発祥の地で、中国の聖地」とだけ記されており、高句麗は中国の少数民族国家であり、朝鮮民族の歴史という説明を発見できない。また、中国の高句麗の遺跡地には、「高句麗人は決して朝鮮人ではない」「高句麗は中国古代国家の殷に起源を持つ漢民族が建設した国家」と書かれた案内板が立っている。

#### 国史としての既定化
フランス、オーストラリア、ウクライナの中国大使館のホームページは「高句麗は中国古代の辺境少数民族が樹立した政権」と記述している。中でも、オーストラリアの中国大使館は「高句麗は中国歴代王朝と従属関係を維持し、中原王朝の制約と管轄を受けていた地方政権」としている。 中国国営の中国中央電視台（CCTV）はホームページに「中国高句麗王城」と題する記事を掲載、高句麗の最初の都城だった卒本城を「中国高句麗王城」と紹介し、「高句麗は中国古代の辺境少数民族による政権」としている。中国文化ネットワークや中国文物ネットワークなどの中国政府所属機関も「高句麗は中国古代の辺境少数民族による政権」とホームページに掲載している。中国人民政治協商会議の丹東市委員会のホームページ「丹東政協網」は「鴨緑江流域の山水は漢族以外の多くの少数民族をはぐくんだ。高句麗や渤海国などの少数民族が地方政権を樹立したが、それらは常に中原歴代王朝と密接な関係を維持していた」としている。韓国政府機関に所属する専門家は「2000年代初めのように表立って東北工程を推進する必要がないほど、今では中国人は高句麗・渤海を自国の歴史として認識している。既定事実化していることがより深刻だ」と述べている。また、国立民俗博物館のハ・ドギョム学芸研究士は「中国は、高句麗・渤海だけでなく古朝鮮まで自国の歴史と記述した中学・高校歴史教科書を出版する可能性が高い」と述べている。

#### 教科書への採用
中国の教科書『世界古代史（高等教育出版社）』では、古朝鮮・高句麗・扶余は韓国の歴史ではなく、韓国史の始まりは統一新羅からとの主旨で記述しており、注釈で「高句麗は当時、中国東北部に存在した少数民族政権であった」と明記している。『中国歴史隋唐遼宋金巻（高等教育出版社）』では、「高句麗は漢代以降、中国の領域であると見なされた」と記している。中国の100余りの大学で使用されている『中国古代史（福建人民出版社）』では、扶余・高句麗・沃沮・濊貊は中国・漢代の東北地区の少数民族であり、高句麗の先祖は中国の昔の民族である高夷であると記述している。
中華人民共和国国営出版社の人民出版社が発行している中国の大学歴史教材『世界通史』は、三国時代から高句麗を除外し、三国時代を「新羅、百済、伽耶」と規定、「武帝は、衛氏朝鮮を滅ぼした後、その領土に郡県制を施行した。辰国が衰弱して分裂後、新羅、百済、伽耶の三国が形成された」と記述、高句麗を「漢の玄菟郡管轄下の中国少数民族であり、紀元前37年の政権樹立後、漢、魏晋南北朝、隋、唐にいたるまで全て中原王朝に隷属した中国少数民族の地方政権」と記述、唐・新羅戦争を「中国の地方政権である高句麗が分裂傾向をみせると、中央政府である唐が単独で懲罰し、直轄領とした」と記述している。

### 近年の動向
2017年4月7日にマー・ア・ラゴにおいて、中国の習近平総書記（国家主席）とアメリカのドナルド・トランプ大統領が米中首脳会談を行ったが、その会話の内容をドナルド・トランプ大統領が『ウォール・ストリート・ジャーナル』のインタビューで話し、習近平が「朝鮮半島は中国の一部だった」と発言したことを明らかにし、「習近平主席が中国と朝鮮半島の歴史について話した。数千年の歴史と数多くの戦争について。朝鮮は実は中国の一部だった」、「朝鮮は実際に中国の一部だった（Korea actually used to be a part of China）」、「習主席から中国と韓国の歴史について聞いた。北朝鮮ではなく韓半島全体の話だった。（中国と韓国には） 数千年の歳月の間、多くの戦争があった」、「（習主席の歴史講義を）10分間聞いて（北朝鮮問題が）容易ではないことを悟った」と語った。これについて、2017年4月18日に『Quartz (企業)』は、「中国共産党が数十年間進めた民族主義的な歴史プロジェクト（東北工程および清史工程）から出た話を習主席がする可能性がある」と報じている。一方、ファン・ギョンムン（南カリフォルニア大学）は「韓国が中国の属国だったという認識は中国本土ではいくらか信頼を得ている」と述べている。
YouTubeでは、韓国人が満州族の高句麗の歴史を盗作しているとする動画が出回り、韓国メディアが反発している。「Korean are stealing Manchu's Koguri history（韓国人が満州族の高句麗の歴史を盗んでいる）」という動画は、「現代の韓国人は高句麗と血縁的関連が弱くて、高句麗の血統を受け継いだのは満州族」として「歴史泥棒もうやめろ」とし、「韓国人は、過去の高句麗の血統を受け継ぎ非常に長い時間満州を支配したと言って歴史の盗難をしようとしている」としている。この動画に対して、「韓国人は嘘つき」「韓国をよく表現している」など嘲笑するコメントが何百も投稿されている。
浦野起央は、「高句麗は、朝鮮半島とも漢民族の歴史とも関係のない異民族が建国した国家である。それは、句麗、穢、貉、貊、狛などと記し、その人種は蒙古人種、ツングース人種が主で、シベリアの古代アジア人が移住していた。中国は、その高句麗史を中国の地方政権の歴史として、韓国の歴史認識を封じ込める方向をみせた」と指摘している。
薗田香融は、「『三国史記』以下の朝鮮史料や『宋書』以下の中国史料が一致して伝えるように、百済王家は夫余族の出身で、始祖温祚王は高句麗の始祖朱蒙（東明王）の第二子であったといわれる。百済は、土着の韓族を主体とするが、流移の夫余種の王によって支配される国家であった。この異民族支配は、国家形成期には一定の利点をもたらしたが、同時に多くの弱点を残した。もともと百済は帯方郡の故地を継承し、また旧楽浪・帯方系の漢族遺民を多数吸収し、朝鮮諸国中では最も中国風に洗練された文化を享有しながら、最後まで国家構成上の脆弱性を払拭することができなかった理由である。南朝と通好し、日本や新羅と提携を深めたのも、それによって高句麗の圧迫に対抗するとともに、国内支配の弱点を補おうとしたものであろう。要するに百済は、支配下の韓族社会を充分把握できていなかった。初期の百済仏教は、王室を中心とする支配層に受容されたにとどまり、一般の韓族社会には浸透しなかったのであろう」「新羅の『徐伐』は、そのまま百済の『蘇塗』とよばれた聖域に対比することができるし、聖林に天降った『赫居世』というシャーマン的君主は、蘇塗の司祭者『天君』に対応させることができよう。新羅も百済も農耕を主たる生業とする同じ韓族国家である以上、それは当然のことであったが、ただ百済では、異民族である夫余種の百済王家が韓族諸国の上に君臨したため、この原始農耕祭祀は単なる部落祭にとどめられ、『天君』も部落国家の司祭長以上の存在にはなりえなかった」と述べている。
『朝鮮日報』は、2022年の年明け以降、立て続けに「中韓歴史論争」に発展しかねないニュースを配信しており、1月3日記事「中国、古朝鮮・高句麗の遺跡を『満州族の文化』と歪曲」では、中国・吉林省通化市にある高句麗遺跡を、中国当局は博物館や遺跡関連施設において、満州族の文化として扱い始めたといい、この措置を「中国が高句麗ではなく満州族を前面に押し出すのは［中略］事実上高句麗史を削除するレベルに入ったことを示唆している」「中国が高句麗ではなく満州族を前面に押し出すのは『ポスト東北工程』が事実上高句麗史を削除するレベルに入ったことを示唆している」として、怒りをあらわにしている。
また、同年に中国国家博物館で開催される日中韓古代青銅器特別展で、韓国国立中央博物館が提供した韓国史の年表から高句麗と渤海の建国年を削除した事案が発生した。韓国側の抗議の結果、年表全体が撤去された。

## 韓国・北朝鮮の反応

### 韓国

#### 2000年代以降
2000年に入り、韓国のメディアにおいて東北工程の存在とその研究内容が伝えられるようになった。韓国の歴史研究者や政治家は厳しく抗議し、一般人の中でも東北工程に対する激しい抗議活動が行われた。学会においては「中国の高句麗史歪曲対策委員会」が組織され、これを基に「高句麗研究財団」が設立された。
2004年、スペインメディアの『エル・ムンド』が、「韓国は4228年間にわたって中国の植民地だった」「韓半島は長い歴史のなかで数多くの侵略を受けてきた。中国に1895年まで属していたが、1910年の韓日合併までの15年間にわたって独立を味わったりもした」「建国時点である紀元前2333年から日清戦争の1895年までの4228年間にわたって中国の属国だった」と報道し、日本が中国の植民地だった韓国を救ったように報道した。この報道についてVANKのパク・ギテ団長は、「韓国が元々中国植民地だったと伝えたCNNテレビ、平壌を中国植民地だと紹介したヒストリーチャンネルなどのケースと同じ脈絡のもの」「中国が東北工程のグローバル戦略の一環に、全世界のメディア通じて韓国歴史の歪曲を展開している証拠」と批判している。
2006年に入ると、新たに渤海および白頭山の「歴史的帰属」にまで問題は拡大した。韓国国内での中国への抗議活動に対して、2004年8月に中韓政府間で「歴史解釈の問題が政治争点化することを阻む」との合意が行われた。対中外交を重視する盧武鉉大統領は東北工程は中国政府の公式認識ではないとして長い間公式の抗議を行わなかったが、メディアにおいて政府批判が強まったため、2006年9月ヘルシンキで開催されたASEM首脳会議において、中国の温家宝首相に「学術研究機関次元だとしても両国関係に否定的な影響を及ぼすことがあり得る」との抗議を行った。

#### メディアによるキャンペーン
韓国のテレビ局はこぞって『朱蒙』（2006年MBC）『太王四神記』（2007年MBC）『風の国』（2008年KBS2）『淵蓋蘇文』（2006年SBS）『大祚榮』（2006年KBS）など高句麗と渤海を題材にする歴史ドラマを次々と制作し、一時期には韓国の歴史ドラマは古代史を題材にしたものが席巻した。これは内外に「高句麗と渤海は韓国の歴史であること」をアピールする意図があるが、そのため中国では放送禁止となるものもあった。
宮脇淳子は、『朱蒙』について「朱蒙に関する神話的エピソードを、現代的な成長物語にアレンジした上に、衣装や鎧、建築物から激しい戦闘シーンに至るまで、時代考証は完全に無視した創作が盛りだくさん。このような徹底したエンターテインメント化が功を奏して、平均視聴率40%超の大ヒット作となった。また、このドラマのもうひとつの特徴が政治色の強さ。従来、韓流歴史ドラマで紀元前の時代を扱ったものはなかったが、中国との間で高句麗の歴史的帰属問題が持ち上がったことを受けて、民族的な強い意志をもって制作された。そのため、史実とは異なる形で古朝鮮という国を設定するなど、韓国の主張に沿った舞台設定がなされている。しかし、夫余や沃沮などの東北アジア諸部族の国まで、古朝鮮から発した朝鮮民族の国とするような強引な設定も目立つ」と評しており、また、『太王四神記』については「檀君神話という朝鮮民族の始祖伝説と高句麗を組み合わせることで、高句麗がシナ王朝の地方政権だとする中国の歴史研究プロジェクト・東北工程に対抗して、高句麗を韓国の歴史に取り込もうという国家的プロパガンダの企画意図が見て取れる」と評している。

#### 2010年代以降
2014年には、韓国俳優のキム・スヒョンとチョン・ジヒョンが出演していた中国商品（ミネラルウォーター）の原産地表記が（白頭山ではなく）長白山となっていたことで「白頭山を中国領にしようとする中国の歴史歪曲の動き『東北工程』にカネ目当てで利用された」との批判を浴び、CF契約を解消して謝罪、中国では共産党系メディアが猛反発するという事件も起きている。
いわゆる従軍慰安婦問題など日本の歴史問題を強く批判する韓国メディアも、東北工程については「より深刻な歴史歪曲」として捉えるなど、厳しい態度を崩していない。

#### 各方面における言論
韓国メディアの内『月刊朝鮮』では、中国人が高句麗を中国の歴史であると主張するなら、韓国人は「金及び清を朝鮮の歴史の附録或いは外史として扱う」という対抗論理も可能であるという主張もある。これに対して李鍾旭（朝鮮語: 이종욱、西江大学）は、「現代の韓国及び韓国人をつくった歴史が重要だという観点では、渤海と金は韓国人と血縁関係にないので、朝鮮の歴史の正史に入れることはできないと思います」「朝鮮の歴史の正統性は、古朝鮮、三国時代、統一新羅、高麗王朝、李氏朝鮮です。高麗王朝は、統一新羅の領土と人民をそのまま継承し、その支配体制をそのまま受け入れた。渤海は高麗王朝の建国に貢献していません。高句麗-渤海を朝鮮の歴史の正統性とみる歴史観は、目下の政治状況を合理化するための政治行為です」「20世紀に入って大日本帝国の侵略に抵抗する過程で、朝鮮人は高句麗を特別とみる歴史観をつくりあげました。活発な征服活動と広大な領土を掌握し、隋及び唐などの大帝国と堂々と戦った高句麗を朝鮮人は誇りと栄光の対象としたのです。しかし、韓国の経済規模が世界11位を占める今日に至り、民族史観を過度に強調するなら、むしろ世界の警戒対象となる恐れもあります」と述べている。
『東亜日報』は、韓国人が高句麗を韓国の誇らしい歴史として認識しているのは、「私たちの歴史のなかで、ほとんど唯一中国王朝と対立し、中国王朝と戦うことができた国家だから」と報じている。
「南北国時代」論者は、かつて李氏朝鮮の実学者柳得恭が『渤海考』の中で「高麗は南方の新羅、北方の渤海をあわせて南北国史を編纂すべきだったのに、これをしなかったため渤海故地をえる根拠を失い弱国となった」と主張していたことを特筆する。しかし、李氏朝鮮におけるメインストリームの見解は、『東国通鑑』に「契丹之失信於渤海、何与於我（契丹が渤海を裏切ったことなど我が国と関係ない）」とあり、『東国綱目』に「渤海不当録于我史（渤海は我が国の歴史に記録するにあたらない）」とあるように、渤海を自国の歴史の一部とみなさないものであったが、現在の韓国や北朝鮮では「渤海は高句麗人が建国した国であり、高句麗の継承国で、韓国史の一部である」と統一した見方をしている。この考え方は、1784年に柳得恭が『渤海考』で初めに発表し、1970年代になってこの研究が盛んになり形成されたものであり、現在では、この時代を北は渤海、南では新羅が並立した自国の「南北国時代」として国定教科書にも記載し教育をおこなっている。なお、朴チョルヒ（朝鮮語: 박철희、京仁教育大学校）は、このような韓国の歴史教科書について、過度に民族主義的に叙述されており、「高句麗と渤海が多民族国家だったという事実が抜け落ちている。高句麗の領土拡大は異民族との併合過程であり、渤海は高句麗の遺民と靺鞨族が一緒に立てた国家だが、これについての言及が全く無い」「渤海は高句麗遊民と靺鞨族が共にたてた国家だというのが歴史常識だ。しかし国史を扱う小学校社会教科書には靺鞨族に対する内容は全くない。渤海は高句麗との連続線上だけで扱われている」と批判している。
これらに対して、金翰奎（朝鮮語: 김한규、西江大学）は、「東胡（モンゴル、契丹）、粛慎（靺鞨、女真）、濊貊（夫余、高句麗）は韓民族でも中国の漢族でもないとし、朝鮮史でも中国史でもない遼東史」という学説を提唱しており、「高句麗は朝鮮の一部でも中国の一部でもなかった。高句麗は遼東という第三の領域で建立された国で、歴史に出現した」「高句麗史は朝鮮史を形成した要素でもあるが、中国史を形成した要素でもある。しかし、同時に高句麗は朝鮮でも中国でもない」として、高句麗と朝鮮、高句麗と中国はそれぞれ言語と文化が異なり、同族意識がなく、高句麗が存在した4世紀から7世紀の「朝鮮」の支配領域は、三韓＝朝鮮半島中・南部に限定され、大同江を超えておらず、一方、「中国」の支配領域も中原に限定され、遼西を超えておらず、高句麗は朝鮮でも中国でもない遼東の国であり、隋、唐の時代の中国人は、高句麗を「遼東」と呼び、高句麗侵攻を指して「征遼」とした。当時の遼東は、朝鮮半島北部以北の広い地域を指す概念であり、高句麗の領土範囲とほぼ一致し、高句麗は遼東で出現し、平壌遷都（427年）以降に遼東と朝鮮半島の一部を支配した統合国家であり、高句麗滅亡後、その流民と領土の一部が朝鮮や中国に編入され、その文化が朝鮮文化と中国文化の形成に一定の影響を及ぼしたが、高句麗という要素は、いくら高く評価しても、朝鮮と中国の周辺的成分に過ぎないと述べている。金翰奎（朝鮮語: 김한규、西江大学）が根拠として挙げているのは以下である。
1. 種族や言語が異なる＝高句麗建国の中心になった民族集団は貊人であり、それに濊と靺鞨が包摂され、平壌遷都後に韓人が包摂された。このうち、貊人、濊、靺鞨はすべて遼東に分布しており、高句麗人は中国人と同族意識を持つことがなく、朝鮮人も平壌遷都までは同族意識を持つことがなく、平壌遷都以前の高句麗はツングース系言語を使用し、平壌遷都以後、朝鮮語の要素が高句麗語に混入された[68]。
2. 歴史的経験と同族意識がない＝高句麗は中国王朝である漢、魏、西晋、北魏、北斉の直接支配を受けたことがなく、また、三韓、百済、新羅など朝鮮国家の政治的支配下にあったこともなく、歴史意識の共有がない。高句麗人は自らの建国神話を夫余の建国神話に関連付けており、また、箕子を祭祀することにより、箕子朝鮮を継承したという歴史意識を表現しており、高句麗滅亡後、渤海人が高句麗継承意識を表明することで、箕子朝鮮、夫余、高句麗、渤海と繋がる遼東的歴史意識が形成された[68]。
3. 遼東共同体＝遼東に出現した国家は例外なく、中国や朝鮮などの周辺地域に進出し、統合国家を成し遂げ、古朝鮮、高句麗、渤海は朝鮮半島北部を統合支配し、金、元、清は遼東を掌握した後、中国の一部あるいは全体を統合支配した[68]。

更に、李鍾旭（朝鮮語: 이종욱、西江大学）は高句麗中心史観を廃棄して、渤海も朝鮮の歴史から除外しようと主張しており、「韓国人のルーツは、新羅で正統性も新羅にある」「韓国人の姓氏は金、李、朴、崔など新羅出身が70%以上である」として、「高句麗と百済が私たちに残してくれた遺産はかすかな血筋と歴史記録だけ」と述べており、年中行事などの多くの遺産は新羅に起源をもち、新羅史を注目していないのは、自らの親を恥ずかしいとして隠す行為と同じであると主張している。

### 北朝鮮
このような韓国内での反発とは対照的に、北朝鮮は全く反応を示していない。在日本朝鮮人総連合会（朝鮮総連）機関紙である『朝鮮新報』において、「中国が高句麗史を自国史に編入しようとしているのは露骨な歴史歪曲」であると示されていたのが唯一の対応である。2004年にユネスコで中国の高句麗前期の都城と古墳とともに北朝鮮に所在する高句麗後期の古墳群が世界遺産に同時登録された際も当時の駐日中国大使の武大偉から同時登録を要請された画家の平山郁夫が中朝両国の仲介を行った経緯があり、北朝鮮と中国の間に、高句麗地区の領土問題が存在することが改めて認知された。

## 文化東北工程・韓服工程・キムチ工程
中国は2020年に韓服、カッやキムチは中国起源だとする主張を強めており、韓国では東北工程に例え、文化東北工程、韓服工程、キムチ工程という批判用語が生まれている。韓国ドラマ『ホンチョンギ』に登場する女優が着た韓服をめぐり、中国は中国文化を盗作したと主張しており、韓国では、中国が韓国のエンターテインメント産業に投資をおこなった結果、中国による介入を許しているという拒否感を呼んでいる。また、2021年のドラマ『朝鮮駆魔師』は義州のシーンで中国風の道具が多用されたため、東北工程への反発により視聴者の抗議で2話で打ち切った。
2022年北京オリンピックの開会式において、中国に暮らす56の民族が、中国国旗を手渡しで掲揚台までつないだが、そのなかに韓服を着た女性が少数民族の代表の1人として出演したことに対し、韓国メディアは「中国が韓国を少数民族扱いをした」と批判している。

### 各方面の反応
韓京大学校教授の尹輝鐸は、「中国は習近平政権の発足以降、愛国主義を過度に強調し、過去の中国の全盛期に存在していた文化や歴史は今もすべて中国のものだという立場を取っている」と分析している。武藤正敏は「多様な民族を包容する姿勢というよりも、『皆が自分たちの下に入れ』という帝国主義的発想が原点にある」、「オリンピックに登場した韓服に対する韓国の国民の反発は若干過剰とはいえ、もっともな部分が多い。中国が行ったことは文化帝国主義的な行為であり、中国の文化歴史の宣伝行為である」と分析している。
ロイターは「キムチや韓服と呼ばれる韓国の伝統衣装など、韓国文化の一面の起源が中国にあるという最近の中国人の主張に韓国が激怒した」と伝え、CNNは「韓国人はこうしたことに長い間イライラを感じてきた」と伝えている。
共に民主党の李在明は「文化を欲しがるな。文化工程反対」と批判し、国民の力の尹錫悦は「いったい大韓民国をどれだけ軽く見れば、全世界の人々が見守るオリンピック開会式で、文化工程をこれ見よがしに広げて見せられるのか」と批判した。
なお、一連の文化東北工程により、韓国では反中感情が高じており、東アジア研究院の調査によると、中国に対する韓国人の敵対感は（2022年時点からの）過去5年間で16.1%から40%に増加し、米シンクタンクの調査では「韓国人は日本より中国が嫌い」ということが確認されている。